# (4241) Pappalardo
(4241) Pappalardo ist ein Hauptgürtelasteroid, der am 2. März 1981 im Rahmen des U.K. Schmidt-Caltech Asteroid Surveys von Schelte John Bus vom Siding-Spring-Observatorium aus entdeckt wurde.
Der Asteroid wurde A. Neil Pappalardo, einem Pionier in der medizinischen Informationstechnologie, benannt.